# Bereichsbibliothek Forstwissenschaften
Die Bereichsbibliothek Forstwissenschaft (BFF) ist eine Bereichsbibliothek der Niedersächsischen Staats- und Universitätsbibliothek Göttingen. Mit einem Bestand von ca. 130.000 Bänden gehört sie zu den größten forstwissenschaftlichen Bibliotheken in Europa. Sie beinhaltet auch die Bestände der Deutschen Dendrologischen Gesellschaft e.V.  und der Gesellschaft Deutsches Arboretum e.V. Von 1949 bis zum Auslaufen der Sondersammelgebiete im Jahr 2015 betreute die SUB Göttingen auch das Sondersammelgebiet 23, Forstwissenschaft.

## Geschichte
Die Bibliotheksbestände gehen auf die Bibliothek der Hannoverschen Forstschule an der Berg- und Forstschule in Clausthal zurück, die in dieser Form von 1821 bis 1844 existierte. Teile des Bestands wurden 1844 gemeinsam mit der Forstschule nach Münden verlegt, nach der Auflösung der Forstschule 1849 nach Hannover. Bei der Gründung der Forstakademie in Münden im Jahr 1868 wurde auf diese Bestände zurückgegriffen. Eine zweite Quelle der Bibliotheksbestände ist die ehemalige Bibliothek der Forst-Lehranstalt Melsungen. 1939 ging die Forstakademie Münden in der Forstlichen Fakultät der Universität Göttingen auf. 1970 wurde die Bibliothek auch räumlich nach Göttingen verlegt.
Die Forstliche Hochschule in Münden wurde 1939 aufgelöst und gemeinsam mit dem der Forstlichen Abteilung der Universität Gießen in die Universität Göttingen integriert, erst 1970 erfolgte der Umzug der Bibliothek auf den Campus der Universität Göttingen.

## Bestände
Der Schwerpunkt der historischen Bestände liegt auf forst- und jagdwissenschaftlicher Literatur des 19. Jahrhunderts. Die Bibliothek sammelt heute Literatur aus den Bereichen natur-, wirtschafts- und sozialwissenschaftliche und technische Grundlagen der Forstwirtschaft, Waldökologie, Jagdkunde und Wildlife-Management.

## Standort
Diese Bibliothek ist westlich des Forstbotanischen Gartens am Nordcampus der Universität bei Weende gelegen.